# Académie Leon-Koźmiński
L’Académie Leon-Koźmiński ((pl) Akademia Leona Koźmińskiego, (en) Kozminski University) est un établissement privé d'enseignement supérieur polonais situé à Varsovie, créé en 1993 sous le nom de Wyższa Szkoła Przedsiębiorczości i Zarządzania (École supérieure de business et de management) qui a pris son appellation actuelle en 2008.
L'établissement est habilité par le ministère polonais de la Recherche et de l'Enseignement supérieur à délivrer des diplômes (licence, master, doctorat) dans les domaines des sciences économiques, humaines et juridiques.
Il coopère depuis 2015 avec l'ESCP Business School dont il constitue le campus pour l'Europe centrale.

## Spécialités
- master en droit,
- licences et masters : administration, économie, finances et comptabilité, sociologie, gestion, droit,
- licence en études européennes,
- études en anglais : management, finances et comptabilité (BBA, MSc, MBA),
- études doctorales, MBA, post-master.

Les langues étrangères étudiées sont, outre l'anglais, l'allemand, le français, l'espagnol, le russe, le polonais et le chinois.

## Sources et références
1. ↑  (pl) Office central de statistiques, « Enseignement supérieur pour l'année universitaire 2023/24 » (consulté le 30 juin 2024)
2. ↑  (en) « Strategic Alliance with ESCP Business School », sur kozminski.edu.pl/en/, 22 décembre 2016